# Abraham Fleming
Pour les articles homonymes, voir Fleming.
Abraham Fleming, né à Londres vers 1552 et mort à Bottesford (Leicestershire) le 18 septembre 1607, est un écrivain et érudit anglais.

## Son œuvre
Il a contribué par ses traductions à répandre en Angleterre la connaissance des lettres anciennes et a composé des prologues en vers pour un grand nombre d'ouvrages, publiés par différents auteurs.
Après le tremblement de terre du 6 avril 1580, il  a aussi entamé un premier inventaire des tremblements de terre en Grande-Bretagne, non pour des raisons scientifique (même s'il évoque les théories explicatives, dont la théorie aristotélicienne des vents piégés sous la terre) mais pour présenter les séismes comme des signes de la colère divine. Les études plus scientifiques ont été initiées vers le milieu des années 1800, mais les auteurs ont pu s'appuyer sur certaines données réunies par Flemming.

### Publications
- Combats entre le Doute et la Vertu, 1582
- Le Diamant de la dévotion, 1586

Traductions
- Les Bucoliques de Virgile
- Les Géorgiques de Virgile, 1575
- Les Épîtres de Cicéron
- Lettres de Pline le Jeune, 1576
- Variæ historiæ d'Élien